# هاريسون كادي
هاريسون كادي (بالإنجليزية: Harrison Cady)‏ هو كاتب للأطفال وكاتب أمريكي، ولد في 17 يونيو 1877 في غاردنر في الولايات المتحدة، وتوفي في 1970.